# José Miguel de Barandiarán

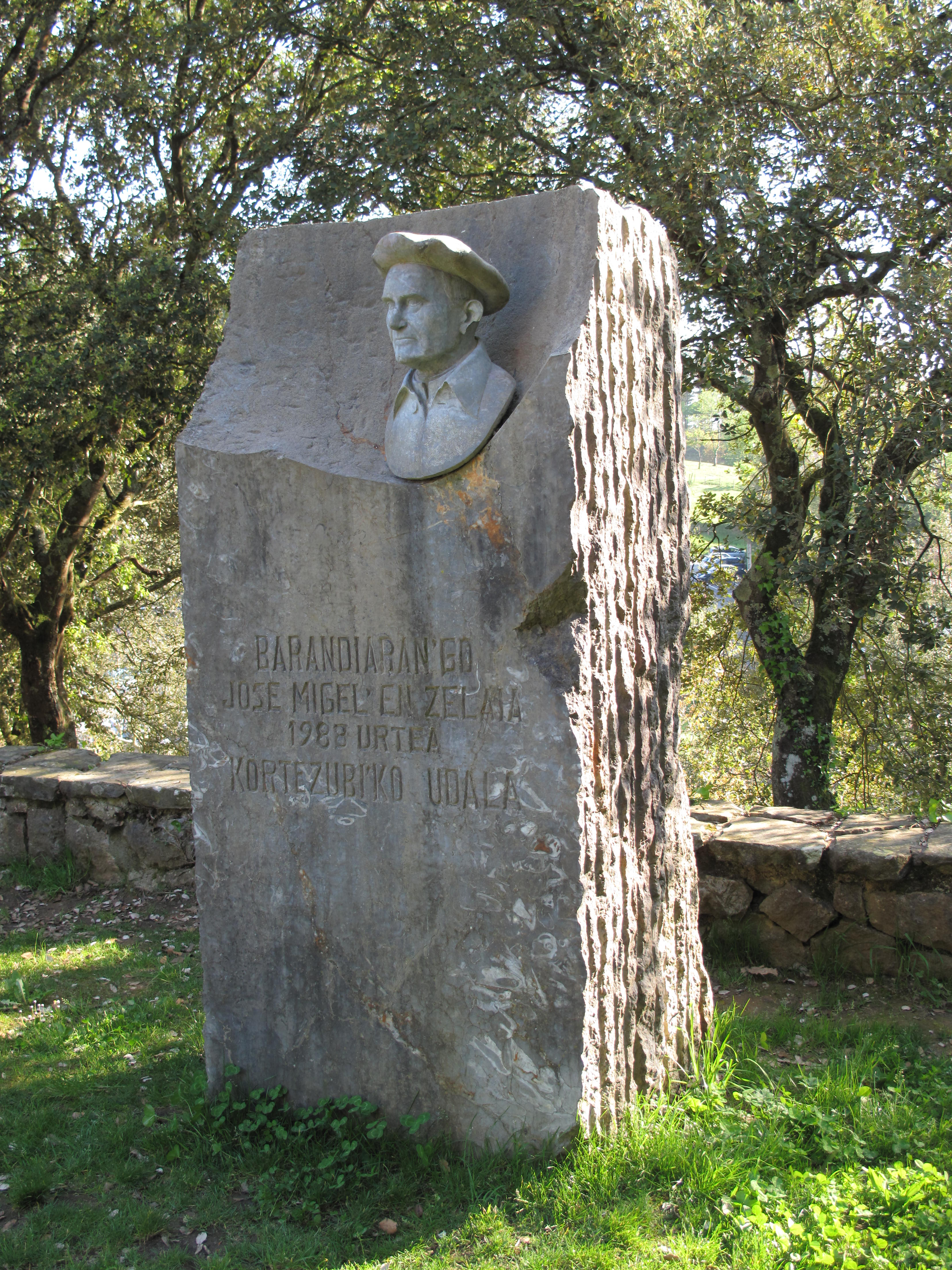
José Miguel de Barandiarán

José Miguel de Barandiarán (ur. 31 grudnia 1889 w Ataun, Gipuzkoa  – zm. 21 grudnia 1991 tamże) – baskijski ksiądz, historyk, antropolog i językoznawca, badacz kultury baskijskiej.